# ノーサンプトン・セインツ
ノーサンプトン・セインツ（英: Northampton Saints）は、イングランドのノーサンプトンに本拠地を置くラグビーユニオンクラブである。

## タイトル
- プレミアシップ (2)
  - 2013-14, 2023-24
- ハイネケンカップ (1)
  - 1999-2000
- 欧州チャレンジカップ (1)
  - 2008-09
- LV=カップ (1)
  - 2009-10
- National Division One (1)
  - 2007-08

## スコッド
2024-25シーズンのスコッド（2024年8月現在）
| フッカー - カーティス・ランドン - ロビー・スミス プロップ - トレヴォー・ダヴィソン - ルーク・グリーン - タレック・八ファル - エンマニュエル・イヨガン - エリオット・ミラー＝ミルズ - エド・プローセ(Ed Prowse) - ベルティス・ノンレウ(Beltus Nonleh) - トム・ウエスト ロック - アレックス・コールズ - トム・ロッケット(Tom Lockett) - テモ・マヤナヴァヌア - チュンヤ・ムンガ - テオ・ヴカシノヴィック | フランカー/No.8 - ヤルノ・オーガストウス - アーサー・ベンソン(Archie Benson) - フイン・ブラウン(Fyn Brown) - サム・グラハム - ジョシュ・ケメニー - トム・ペアーソン - アンガス・スコット＝ヤング スクラムハーフ - トム・ジェームズ - アレックス・ミッチェル フライハーフ - ジョージ・マケペース＝クビット(George Makepeace-Cubitt) - チャーリー・サヴァラ - フィン・スミス | センター - フレイザー・ディングウォール - ローリー・ハッチソン - トム・リッチフィールド(Tom Litchfield) - バーガー・オーデンダール ウイング - トミー・フリーマン - ジェームズ・ラン - トム・シーブロック - オーリー・スレイトホルム フルバック - ジョージ・ファーバンク - ジョージ・ヘンディ |
| | | |
| | | |

## 歴代所属選手
- グレガー・タウンセンド - スコットランド代表
- ヴィクター・マットフィールド - 南アフリカ代表
- ジェームス・プリチャード - カナダ代表
- ヴァシリー・アルテミエフ - ロシア代表
- ショーン・ラモント - スコットランド代表
- キャム・ドラン - アメリカ代表
- サム・マノア - アメリカ代表
- ルイ・ピカモール - フランス代表
- ソアネ・トンガウィラ - トンガ代表
- キーラン・ブルックス - イングランド代表
- ジェームス・ウィルソン
- ウィル・フーリー - アメリカ代表
- クリス・ワイレス - アメリカ代表
- キャンピージ・マアフ - フィジー代表
- ジョシュ・ペーターズ - スペイン代表
- アンドリュー・ケラウェイ - オーストラリア代表
- ジョージ・ノース - ウェールズ代表
- ジェームス・ハスケル - イングランド代表
- ナフィ・ツイタヴァキ - トンガ代表
- ジョージ・ピシ - サモア代表
- ベン・フランクス - ニュージーランド代表
- ジェイク・イルニッキー - カナダ代表
- ゴードン・リード - スコットランド代表
- コーバス・ライナー - 南アフリカ代表
- オーウェン・フランクス - ニュージーランド代表
- ハリー・マリンダー
- アピ・ラトゥニヤラワ - フィジー代表
- トム・ウッド - イングランド代表
- フランク・ロマニ - フィジー代表
- ピアース・フランシス - フィジー代表
- タンゲレ・ナイヤラボロ - オーストラリア代表
- ルカン・サラカイアロト - オーストラリア代表
- アーセ・トゥアラ - サモア代表
- ケン・ピシ - サモア代表
- ファートイナ・アウタガバイア - サモア代表
- ダン・ビガー - ウェールズ代表
- ジェームス・グレイソン
- デイヴィッド・リバンズ - イングランド代表
- コートニー・ローズ - イングランド代表
- ルイス・ラドラム - イングランド代表
- サム・マタビシ - フィジー代表
- コーラム・ブラレィ - イタリア代表